# James Gordon Bennett senior

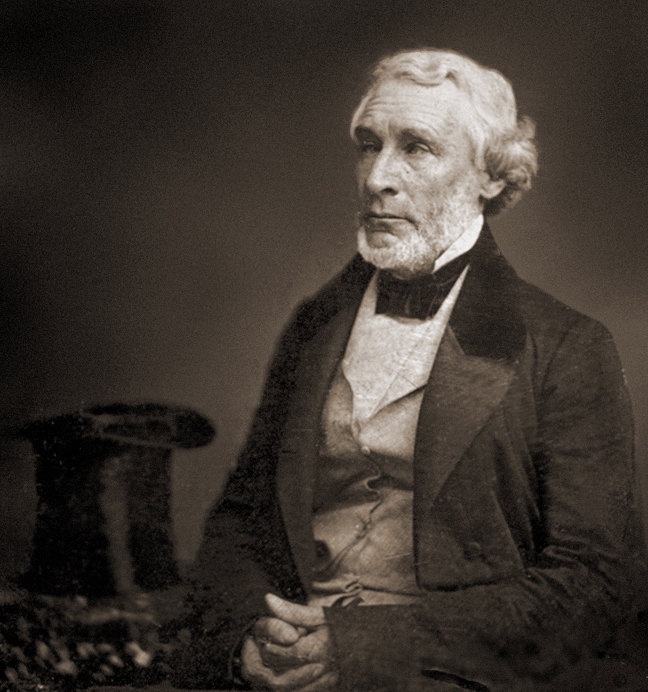
Bennett im Jahr 1851 oder 1852

James Gordon Bennett (* 1. September 1795 in New Mill, Keith, Schottland; † 1. Juni 1872 in New York City) war ein amerikanischer Journalist und Verleger. Der Herausgeber und Gründer des New York Herald, des ersten Ein-Cent-Massenblattes der Geschichte (1835), gilt als der „Vater des modernen Journalismus“.
Er wanderte 1819 in die Vereinigten Staaten aus und musste dort mehrere Jahre lang um seine Existenzgrundlage kämpfen, bis er 1823 eine Anstellung als Zeitungsreporter fand und in dieser Funktion durch die Staaten reiste. Mit steigender Bekanntheit stieg er zum Redakteur der maßgebenden Zeitung New York Courier and Enquirer auf und übernahm sogar deren geschäftliche und journalistische Leitung. Die Herausgeber waren mit seinem Kurs nicht mehr zufrieden, und Bennett musste seinen Posten räumen.
Mit seinem eigenen Kapital gründete er eine eigene Zeitung. Dieses Unterfangen scheiterte jedoch ebenso wie ein weiterer Versuch in Philadelphia. Erst mit dem 1835 gegründeten New York Herald gelang Bennett der geschäftliche Durchbruch. Dieses Unternehmen startete er als Ein-Mann-Unternehmer, der als Reporter, Redakteur, Korrektor, Austräger und Kassierer zugleich rund um die Uhr arbeitete. Sowohl sein Werbemodell wie auch die von ihm erfundene Zeitungsform des Interviews (1836) und die sensationsheischende Machart fanden bei Lesern und Werbekunden Anklang. 1839 führte Bennett das erste Exklusiv-Interview mit dem US-Präsident Martin van Buren. Bennett setzte in allen Niederlassungen gutbezahlte Korrespondenten ein, benutzte zur schnelleren Kommunikation mit diesen den Telegrafen und organisierte sogar eine Flotte von Reporterschiffen, die auf dem Atlantik kreuzten, um Ozeandampfer und damit europäische Nachrichtenmeldungen als erster abfangen und drucken zu können.
Sein gleichnamiger Sohn James Gordon Bennett Jr. (1841–1918), dem Bennett 1866 die Geschäftsführung übertrug, sandte 1871 eine Expedition unter Stanley zur Auffindung Livingstones aus. Nach dem Tod des Sohnes 1918 konnte die Zeitung ihre einst führende Stellung auf dem US-amerikanischen Zeitungsmarkt nicht länger halten und verschmolz 1924 mit dem früheren Erzrivalen New York Tribune.